# Sertularella costata
Sertularella costata is een hydroïdpoliep uit de familie Sertulariidae. De poliep komt uit het geslacht Sertularella. Sertularella costata werd in 1940 voor het eerst wetenschappelijk beschreven door Leloup. 